# Priestewitz
Priestewitz ist eine Gemeinde im Landkreis Meißen in Sachsen.

## Geographie und Verkehr
Die Gemeinde liegt am Südrand der Großenhainer Pflege. Die Nachbarstädte sind Großenhain (5 km), die Kreisstadt Meißen (10 km) und Riesa (17 km). Die B 101 verläuft durch die Gemeinde. Der Bahnhof Priestewitz verbindet den Ort mit den Bahnstrecken Leipzig–Dresden, Berlin–Dresden und Großenhain–Priestewitz. Die Regionalverkehrslinien RB 31, RE 15, RE 18 und RE 50 verbinden Priestewitz unter anderem mit Leipzig, Großenhain, Elsterwerda, Cottbus und Dresden. Die Buslinien 409, 410 und 463 verbinden Priestewitz unter anderem mit Großenhain und Meißen.

## Ortsgliederung
Die Ortsteile der Gemeinde sind:
- Altleis
- Baselitz
- Baßlitz
- Blattersleben
- Böhla
- Böhla Bhf.
- Dallwitz
- Dobritzchen
- Döschütz
- Gävernitz
- Geißlitz
- Kmehlen
- Kottewitz
- Laubach
- Lenz
- Medessen
- Nauleis
- Piskowitz
- Porschütz
- Priestewitz
- Stauda
- Strießen
- Wantewitz
- Wistauda
- Zottewitz

## Geschichte

### Deutung und Entwicklung des Ortsnamens
Priestewitz ist urkundlich erstmals 1350 als Pristanewicz erwähnt. Der Name ist vermutlich von dem altsorbischen Pristańovica, pristań „Anlegestelle“, also „Siedlung bei einer Anlegestelle“ zu deuten. Möglich wäre auch die Ableitung eines Personennamens. Dann wäre die Deutung von der Grundform Pri/Prestanovici als „Siedlung des Pri/Prestan“ zu verstehen. Weitere Formen des Ortsnamens waren 1350 Pristanewicz, 1378 Prystinwicz und Prystenewicz, 1406 Brostelwicz, 1418 Brestenewicz, 1420 Prüstewicz, 1535 Pruschtewitz, 1547/1551 Brostewicz und 1648 Pristewiz und Bristytz. Ab 1791 wurde der Name Priestewitz verwendet.

### Ortsgeschichte

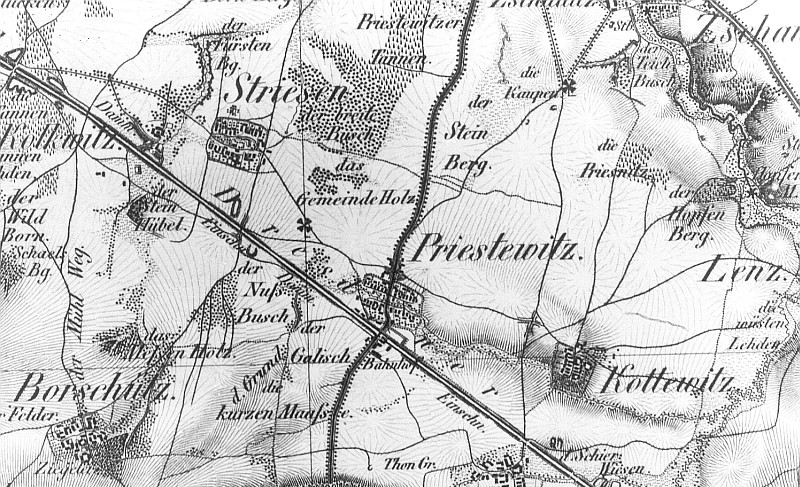
Priestewitz auf einer Karte von 1841/43

Priestewitz gehörte 1378 zum Verwaltungsbezirk der Burg Großenhain. 1511 wird ein Herrengut genannt. Im nördlichen Teil der Flur befindet sich die Wüstung des Ortes Kunnershain. Eine weitere Wüstung ist Breßnitz. Bis zur Reformation besaß das Kloster Seußlitz Teile des Dorfes. Danach teilten sich das Prokuraturamt Meißen, das Schulamt Meißen und das Amt Hayn Anteile am Dorf Priestewitz. 1547 gehören sieben Hufen der Schule und weitere sieben Hufen dem Rat der Stadt Großenhain. Priestewitz musste jährlich drei Scheffel Wachweizen an das Kreisamt Meißen liefern, zu Weihnachten Amtsgetreide an die Elbe verfrachten, Baudienste leisten und zur Heerfahrt einen Fußknecht stellen. 1821 wird eine Windmühle erwähnt.
Mit dem Bau der ersten Ferneisenbahnline Leipzig–Dresden 1839 erhielt Priestewitz einen eigenen Bahnhof. Seine geografische Nähe zu Meißen und Großenhain brachte eine schnelle wirtschaftliche Entwicklung für den Ort, der als wichtiger Verkehrsknotenpunkt gewisse Bedeutung erlangte.
Im Herbst des Jahres 1843 führte die Königlich Sächsische Armee große Manöver in dem Gebiet um Priestewitz durch, dabei kam der Besetzung und Eroberung des Bahnhofes strategische Bedeutung zu.

### Eingemeindungen

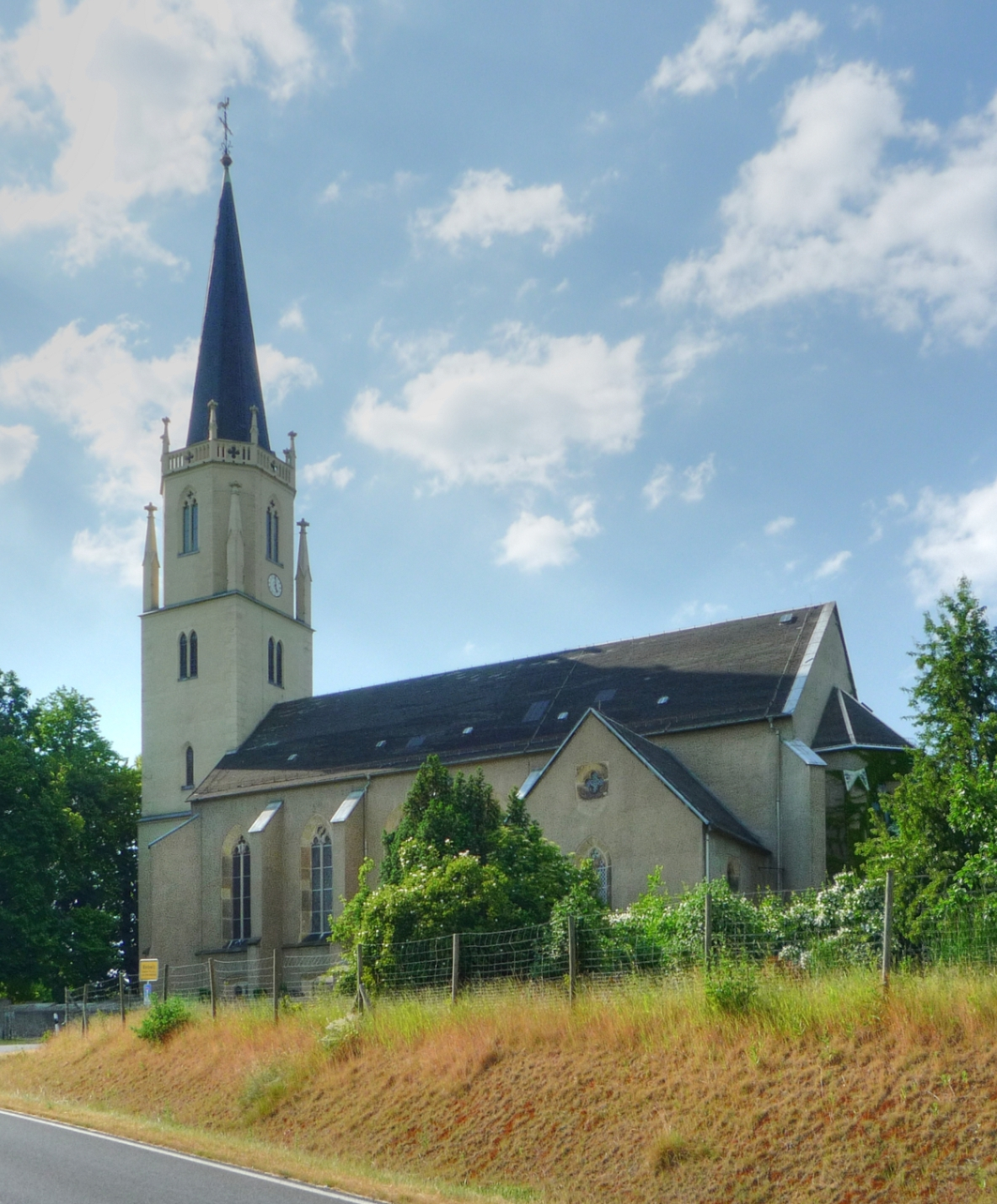
Die Sankt-Urban-Kirche in Wantewitz, Ortsteil von Priestewitz

| Ort                | Datum           | Anmerkung                                          |
| ------------------ | --------------- | -------------------------------------------------- |
| Altleis            | 1. Juli 1950    | Eingemeindung nach Nauleis                         |
| Baselitz           | 1. April 1923   | Eingemeindung nach Kmehlen                         |
| Baßlitz            | 1. Januar 1999  |                                                    |
| Blattersleben      | 1. Januar 1994  |                                                    |
| Böhla bei Geißlitz | 1. Juli 1950    | Eingemeindung nach Baßlitz                         |
| Dallwitz           | 1. Januar 1960  | Eingemeindung nach Lenz                            |
| Döschütz           | 1. Juli 1950    | Eingemeindung nach Zottewitz                       |
| Gävernitz          | 1. Januar 1973  | Zusammenschluss mit Kmehlen zu Kmehlen-Gävernitz   |
| Geißlitz           | 1. Juli 1950    | Eingemeindung nach Baßlitz                         |
| Kmehlen            | 1. Januar 1973  | Zusammenschluss mit Gävernitz zu Kmehlen-Gävernitz |
| Kmehlen-Gävernitz  | 1. Januar 1994  |                                                    |
| Kottewitz          | 1. Januar 1960  | Zusammenschluss mit Stauda zu Kottewitz-Stauda     |
| Kottewitz-Stauda   | 1. Januar 1973  |                                                    |
| Laubach            | 1. Januar 1960  | Eingemeindung nach Kmehlen                         |
| Lenz               | 1. Januar 1999  |                                                    |
| Medessen           | 1. Oktober 1973 | Eingemeindung nach Strießen                        |
| Nauleis            | 1. Januar 1994  | Eingemeindung nach Lenz                            |
| Piskowitz          | 1873            | Eingemeindung nach Wantewitz                       |
| Porschütz          | 1. Juli 1950    | Eingemeindung nach Blattersleben                   |
| Stauda             | 1. Januar 1960  | Zusammenschluss mit Kottewitz zu Kottewitz-Stauda  |
| Strießen           | 1. Januar 1999  |                                                    |
| Wantewitz          | 1. Januar 1950  | Eingemeindung nach Gävernitz                       |
| Zottewitz          | 1. Januar 1994  |                                                    |

## Politik

### Gemeinderat
Seit der Gemeinderatswahl am 9. Juni 2024 verteilen sich die 15 Sitze des Gemeinderates folgendermaßen auf die einzelnen Gruppierungen:
- Freie Bürgergemeinschaft (FBG): 6 Sitze
- SV Traktor Priestewitz e. V. (SVT): 4 Sitze
- Bürgerliste Priestewitz Ost (BLP): 2 Sitze
- CDU: 2 Sitze
- AfD: 1 Sitz (ein Sitz bleibt mangels Kandidaten unbesetzt)

| Gemeinderat ab 2024Insgesamt 15 Sitze - FBG: 6 - SVT: 4 - BPO: 2 - CDU: 2 - AfD: 1 Die AfD kann einen Sitz nicht besetzen. Der Gemeinderat verkleinert sich entsprechend. | Wahlvorschlag                                                                                                   | 2024   | 2024   | 2019   | 2019   | 2014   | 2014   |
| Gemeinderat ab 2024Insgesamt 15 Sitze - FBG: 6 - SVT: 4 - BPO: 2 - CDU: 2 - AfD: 1 Die AfD kann einen Sitz nicht besetzen. Der Gemeinderat verkleinert sich entsprechend. | Wahlvorschlag                                                                                                   | Sitze  | in %   | Sitze  | in %   | Sitze  | in %   |
| Gemeinderat ab 2024Insgesamt 15 Sitze - FBG: 6 - SVT: 4 - BPO: 2 - CDU: 2 - AfD: 1 Die AfD kann einen Sitz nicht besetzen. Der Gemeinderat verkleinert sich entsprechend. | Freie Bürgergemeinschaft                                                                                        | 6      | 35,0   | 5      | 30,5   | 5      | 32,5   |
| Gemeinderat ab 2024Insgesamt 15 Sitze - FBG: 6 - SVT: 4 - BPO: 2 - CDU: 2 - AfD: 1 Die AfD kann einen Sitz nicht besetzen. Der Gemeinderat verkleinert sich entsprechend. | Traktor Priestewitz[Anm.]                                                                                       | 4      | 23,0   | 5      | 28,0   | 5      | 28,6   |
| Gemeinderat ab 2024Insgesamt 15 Sitze - FBG: 6 - SVT: 4 - BPO: 2 - CDU: 2 - AfD: 1 Die AfD kann einen Sitz nicht besetzen. Der Gemeinderat verkleinert sich entsprechend. | Bürgerliste Priestewitz Ost                                                                                     | 2      | 16,0   | 3      | 17,2   | 2      | 14,5   |
| Gemeinderat ab 2024Insgesamt 15 Sitze - FBG: 6 - SVT: 4 - BPO: 2 - CDU: 2 - AfD: 1 Die AfD kann einen Sitz nicht besetzen. Der Gemeinderat verkleinert sich entsprechend. | CDU | 2      | 13,1   | 2      | 16,6   | 4      | 24,4   |
| Gemeinderat ab 2024Insgesamt 15 Sitze - FBG: 6 - SVT: 4 - BPO: 2 - CDU: 2 - AfD: 1 Die AfD kann einen Sitz nicht besetzen. Der Gemeinderat verkleinert sich entsprechend. | AfD | 1      | 13,0   | 1      | 7,6    | –      | –      |
| Gemeinderat ab 2024Insgesamt 15 Sitze - FBG: 6 - SVT: 4 - BPO: 2 - CDU: 2 - AfD: 1 Die AfD kann einen Sitz nicht besetzen. Der Gemeinderat verkleinert sich entsprechend. | Wahlbeteiligung                                                                                                 | 76,7 % | 76,7 % | 73,9 % | 73,9 % | 60,6 % | 60,6 % |
| Gemeinderat ab 2024Insgesamt 15 Sitze - FBG: 6 - SVT: 4 - BPO: 2 - CDU: 2 - AfD: 1 Die AfD kann einen Sitz nicht besetzen. Der Gemeinderat verkleinert sich entsprechend. | [Anm.] unterschiedliche Bezeichnungen: 2024 Sportfreunde Traktor Priestewitz, 2019 SV Traktor Priestewitz e. V. |        |        |        |        |        |        |

### Bürgermeister
Manuela Gajewi wurde im November 2017 zur Nachfolgerin von Susann Frentzen gewählt.
| Wahl | Bürgermeister      | Vorschlag | Wahlergebnis (in %) |
| ---- | ------------------ | --------- | ------------------- |
| 2024 | Manuela Gajewi     | Gajewi    | 98,8                |
| 2017 | Manuela Gajewi     | Gajewi    | 84,1                |
| 2010 | Susann Frentzen    | Frentzen  | 54,1                |
| 2006 | Ernst-Georg Rendke | CDU       | 90,7                |